# 舊主猶太會堂

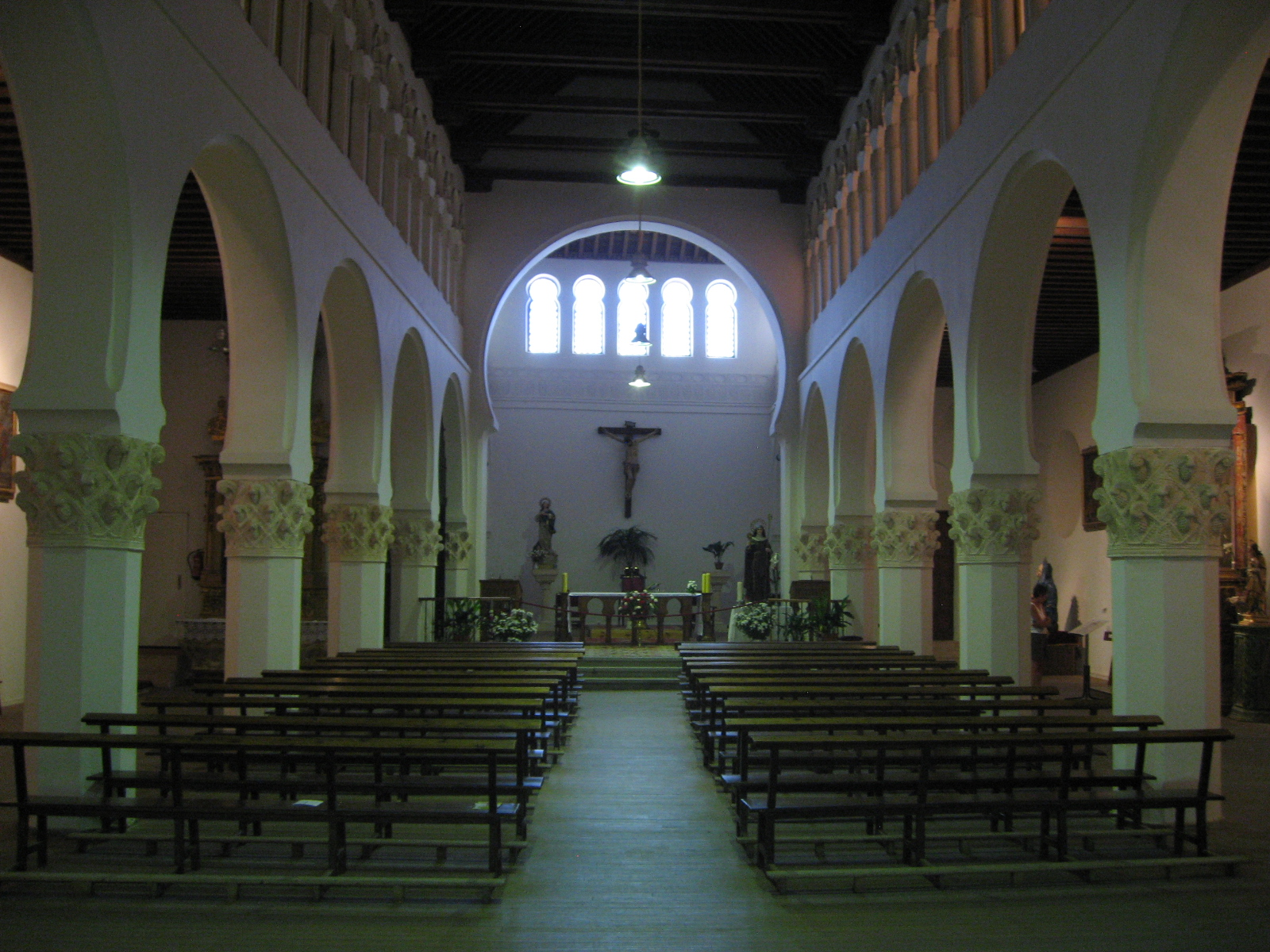

舊主猶太會堂（西班牙語：antigua sinagoga mayor）是西班牙城市塞哥維亞的一座宗教建築，其歷史可以追溯至14世紀。在1899年的一場大火中，這座建築幾乎完全被燒毀。此後該建築得到重建。

## 外部連結
- Jewish Encyclopedia | Synagogue Converted into a Church （页面存档备份，存于）